# Mictoneura
Mictoneura là một chi bướm đêm thuộc phân họ Tortricinae của họ Tortricidae.

## Các loài
- Mictoneura flexanimana Meyrick, 1881